# Cratere Galaesus
Galaesus è un cratere sulla superficie di Dione.